# حجل ثلجي
حجل ثلجي (الإسم العلمي:Lerwa lerwa)، هو نوع من الطيور من فصيلة التدرجية. وهو النوع الوحيد في جنسه (Lerwa)، يستوطن منطقة جبال هملايا وضواحيها خاصةً في بوتان والهند والنيبال وباكستان والصين.